# 埃爾姆格羅夫鎮區 (愛荷華州卡爾霍恩縣)
埃爾姆格羅夫鎮區（英語：Elm Grove Township）是位於美國愛荷華州卡爾霍恩縣的一個行政鎮區。

## 地方資料
根據2010年美國人口普查的數據，埃爾姆格羅夫鎮區的面積為90.91平方千米，當中陸地面積為90.86平方千米，而水域面積為0.05平方千米。當地共有人口213人，而人口密度為每平方千米2.34人。